# Хорн, Брита фон
Брита фон Хорн (швед. Brita Clara Alice Augusta Florence von Horn, 1 апреля 1886 — 14 февраля 1983) — шведская писательница и режиссёр.

## Биография
Брита фон Хорн родилась в Стокгольме в 1886 г. Она была дочерью камергера Хеннинга фон Хорн и баронессы Флоренс Бонде, приходилась тётей Карлу фон Хорну, известному по своей службе в ООН.
В своей театральной деятельности Брита фон Хорн создала несколько театральных трупп, была первой, кто поставил пьесы Чехова на шведской театральной сцене. В начал 1930-х гг. она создала театр в Свеавегене, но через год он обанкротился.
В 1940 г. Брита вместе с писателем Вильгельмом Мубергом и актёром и режиссёром Хельге Хегерманом стала соучредительницей Шведской драматической студии, первыми постановками которой стали Brudsporre Эббе Линде и Pappersväggen Дикте Шёгрен.
В 1912 г. Брита дебютировала как писательница, написав пьесу «Лукреция». В 1917 г. состоялась премьера её пьесы Kring drottningen на сцене Шведского театра в Хельсинки с участием Паулины Бруниус и Йёсты Экмана в главных ролях. Успех этой постановки создал Брите фон Хорн репутацию. В 1925 г. её пьеса Kungens amour была как радиоспектакль транслирована по шведскому радио.
В 1930—1941 гг. Брита была театральным рецензентом газеты Östergötlands Dagblad и сотрудничала с газетой Arbetet, писала статьи и читала лекции.
Близкой подругой Бриты была Эльса Коллин, с которой они некоторое время жили вместе в Скагене, создали театральную труппу Dramatikerstudion, для которой написали пьесу Aschebergskan på Wittskövle. Эта пьеса была
поставлена только в 1944 г. после смерти Эльсы.
Брита фон Хорн умерла в 1983 г., немного не дожив до 93 лет.